# Пеэтри
Пе́этри (эст. Peetri) — посёлок в волости Раэ уезда Харьюмаа, Эстония. До 1 января 2012 года имел статус деревни.

## География и описание
Граничит с Таллином. Большая часть посёлка расположена с западной стороны трассы Е263 Таллин — Тарту — Выру — Лухамаа.
Площадь Пеэтри составляет 4,6 км², плотность населения — 800 чел./км². Высота над уровнем моря — 43 метра.
Климат умеренный. Официальный язык — эстонский. Почтовый индекс — 75312.

## Население
По данным переписи населения 2021 года, в посёлке насчитывалось 6352 жителя, из них 5347 (84,5 %) — эстонцы.
По данным переписи населения 2011 года в посёлке насчитывалось 4435 жителей, из них 3672 (82,8 %) — эстонцы.
Долгое время деревня Пеэтри по численности населения была самой крупной деревней Эстонии.
Численность населения посёлка Пеэтри по данным переписей населения:
| Год  | 1959 | 1970  | 1979  | 1989  | 2000  | 2011   | 2021   |
| ---- | ---- | ----- | ----- | ----- | ----- | ------ | ------ |
| Чел. | 125  | ↗ 157 | ↗ 191 | ↗ 599 | ↗ 834 | ↗ 4435 | ↗ 6352 |

## История
Первое письменное упоминание о Пеэтри (под именем Petriküll) датируется 1631 годом в связи с продажей мызы Мойк (Мыйгу).
По другим сведениям, деревня возникла, когда крестьянин Ванна Петер поселился в 1732 году на мызной земле восточнее возникшего позже Тартуского шоссе.
Как деревня Пеэтри упомянута в атласе Меллина в 1798 году (Petri).
Большинство домов в центре современного посёлка Пеэтри были построены в конце 1960-х — начале 1970-х годов, причем некоторые из них на фундаментах более ранних хозяйственных построек. В то время деревня Пеэтри входила в состав колхоза имени И. В. Мичурина, и по инициативе председателя колхоза Александра Преэмета земельные участки были розданы колхозникам. Хотя жители Пеэтри всегда ездили на заработки в город, долгие годы здесь сохранялась и традиционная деревенская жизнь, содержались коровы и овцы. В трёх семьях деревни был домашний телефон, поэтому при необходимости соседи ходили в их дома позвонить.
Самое старое сохранившееся историческое строение в Пеэтри — бывшая ветряная мельница (1868), в которой в настоящее время работает ресторан «Vana Veski» («Старая мельница»).

## Инфраструктура
В 2000-х годах расположение непосредственно рядом с Таллином обусловило бурное развитие жилищного строительства в Пеэтри. Кроме частных и парных жилых домов здесь есть несколько десятков возведённых в 1970-х годах многоквартирных домов. В 2009 году была введена в эксплуатацию основная школа-детский сад со спортивным залом, стадионом и библиотекой (Peetri lasteaed-põhikool). В школе насчитваетсяn 648 учебных мест, в детском саду — 360. В 2016 году было закончено строительство Ярвекюлаской школы (Järveküka kool). У неё есть спортхолл, стадион и бассейн. В 2020 году возведена Киндлусеская 9-классная школа (Kindluse kool). В посёлке есть ещё 3 детских сада: «Арухейна» (Aruheina lasteaed), «Асаку» (Assaku lasteaed), «Ярвекюла» (Järveküla lasteaed).
В посёлке работают магазины торговых сетей «Selver» и «Coop», 5 ресторанов, теннисный центр.

## Галерея

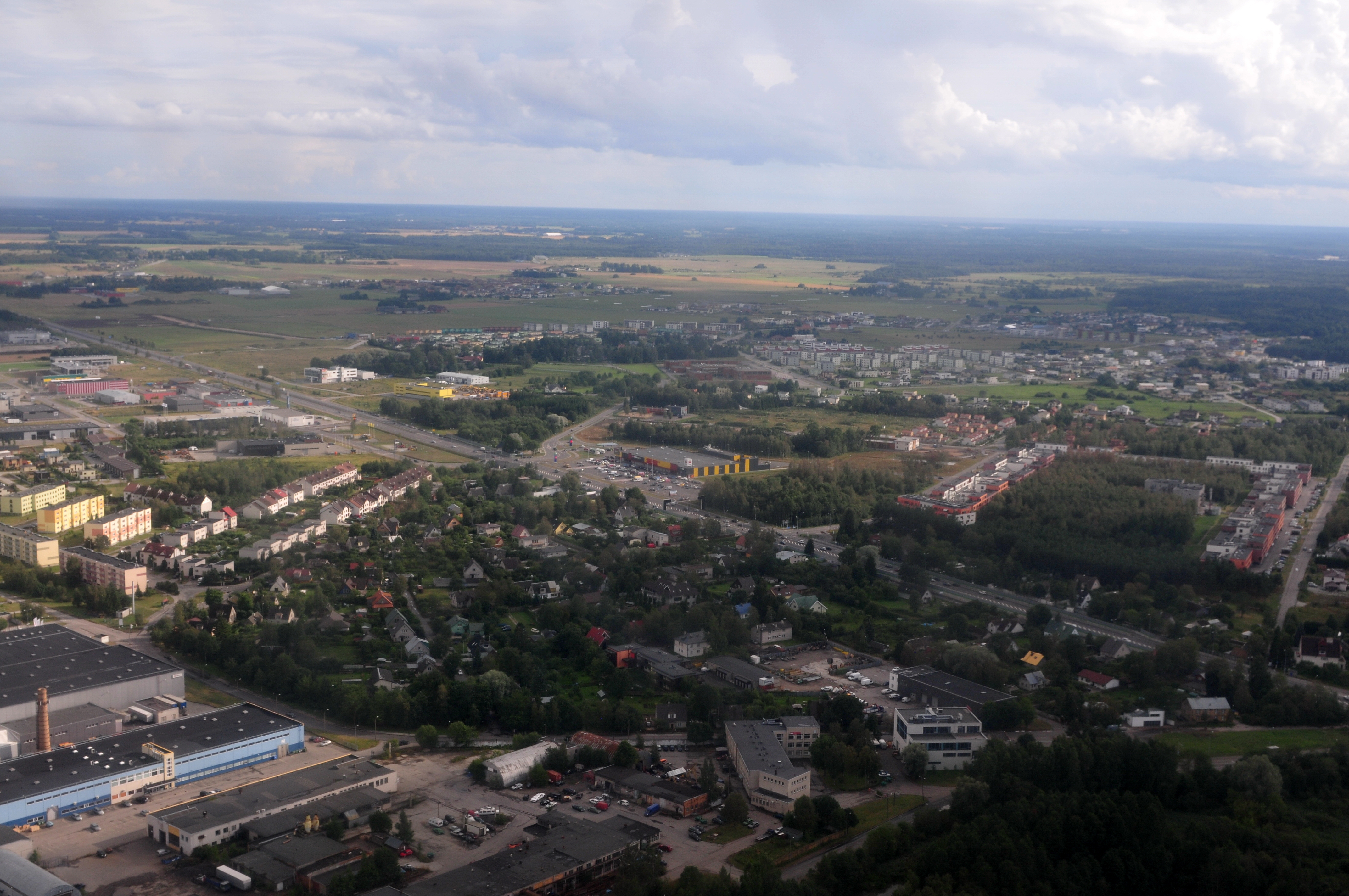
Вид на Пеэтри с воздуха
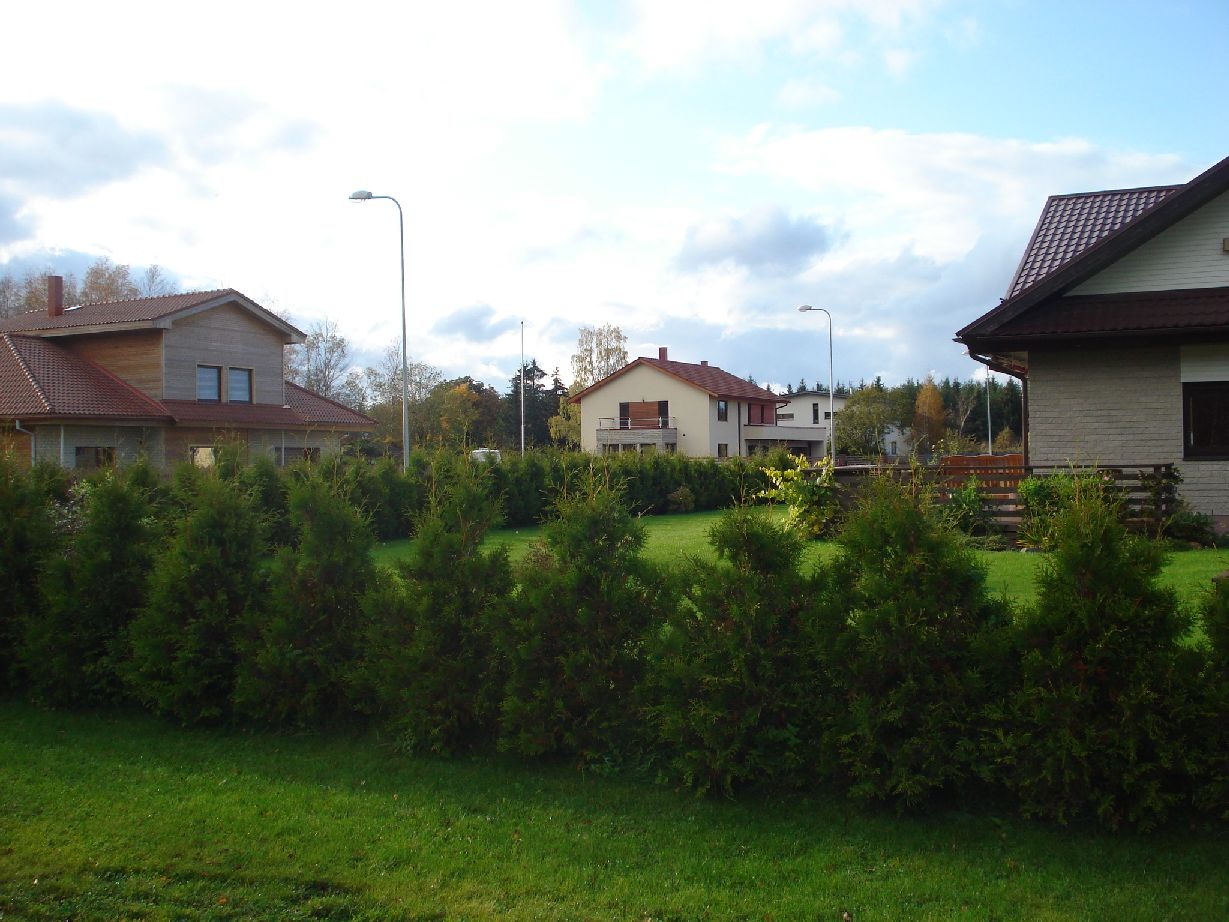
Жилые дома на улице Хяэлинурме
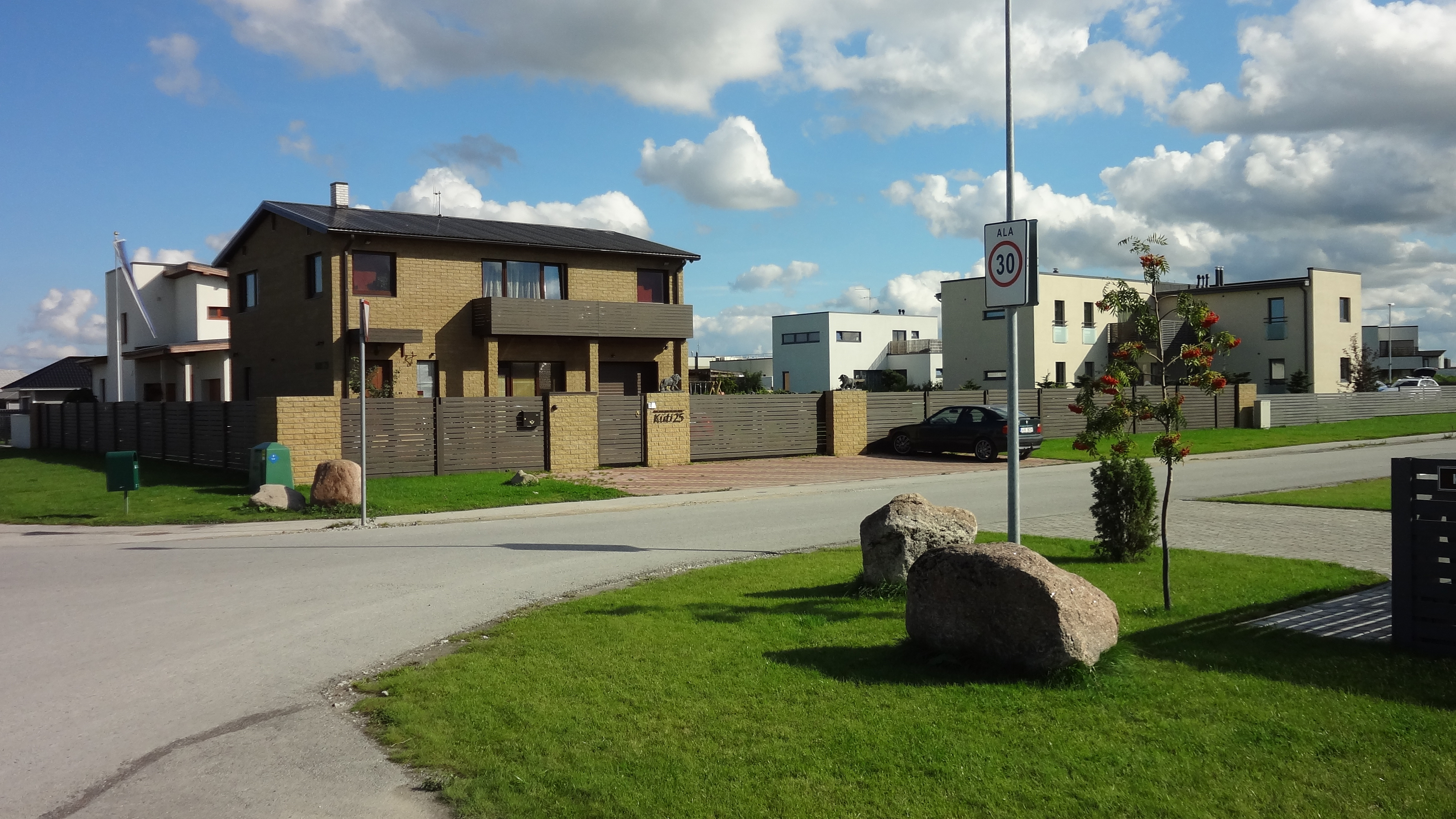
Улица Салу
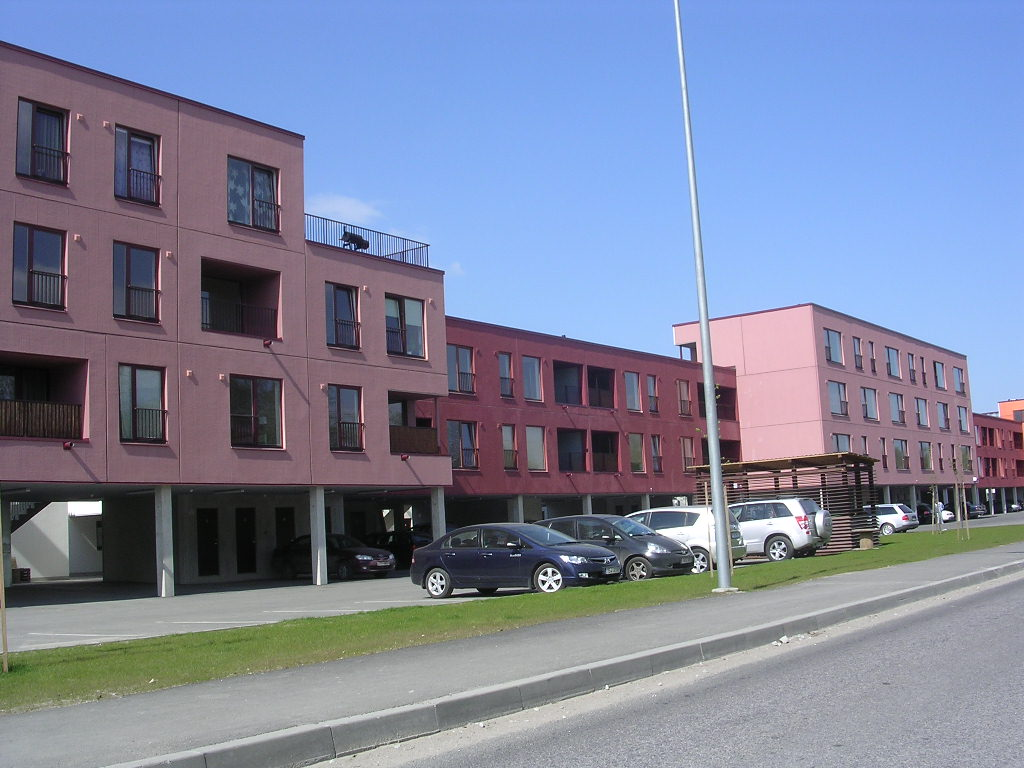
Улица Раудкиви
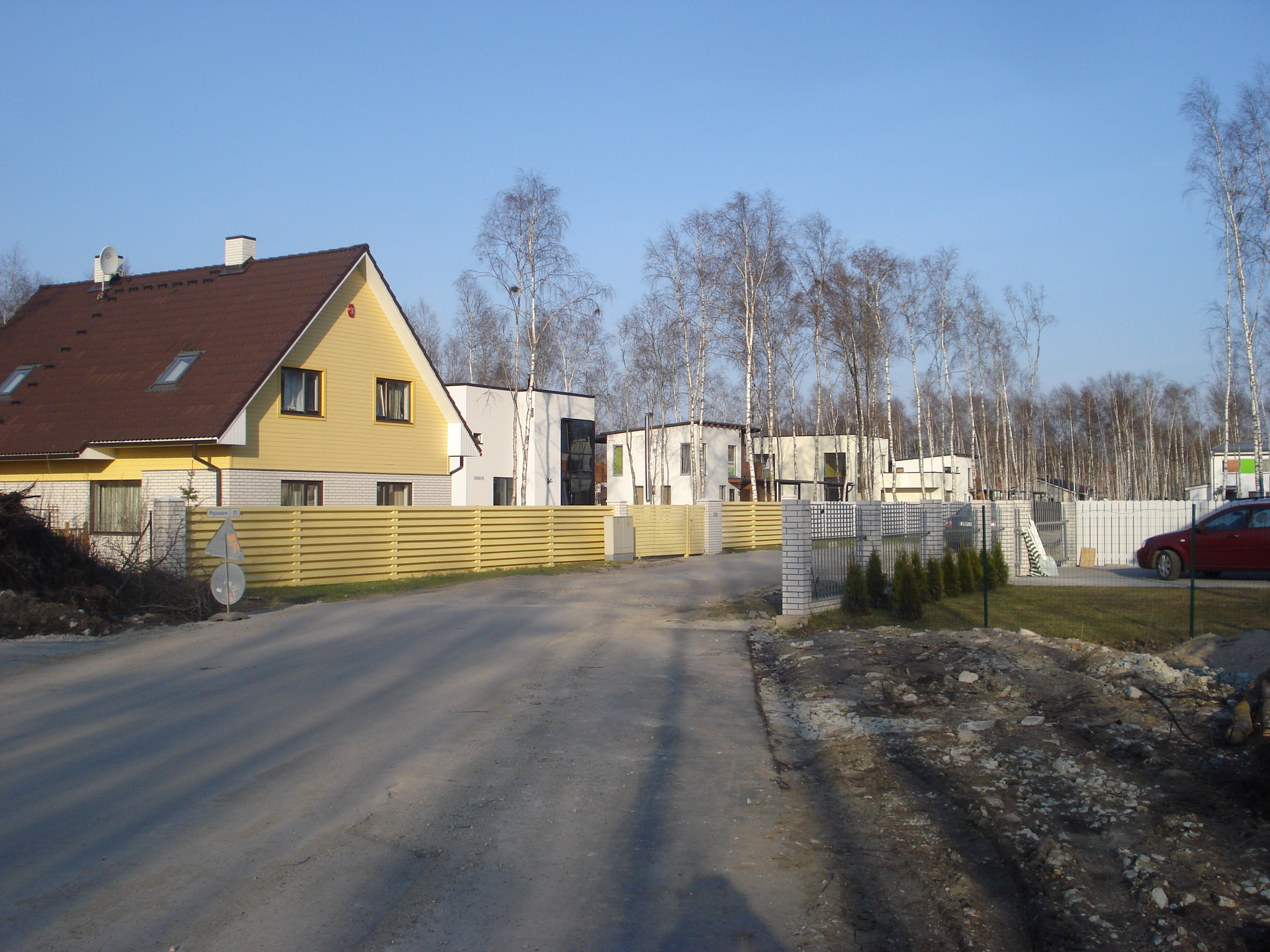
Улица Паюсааре
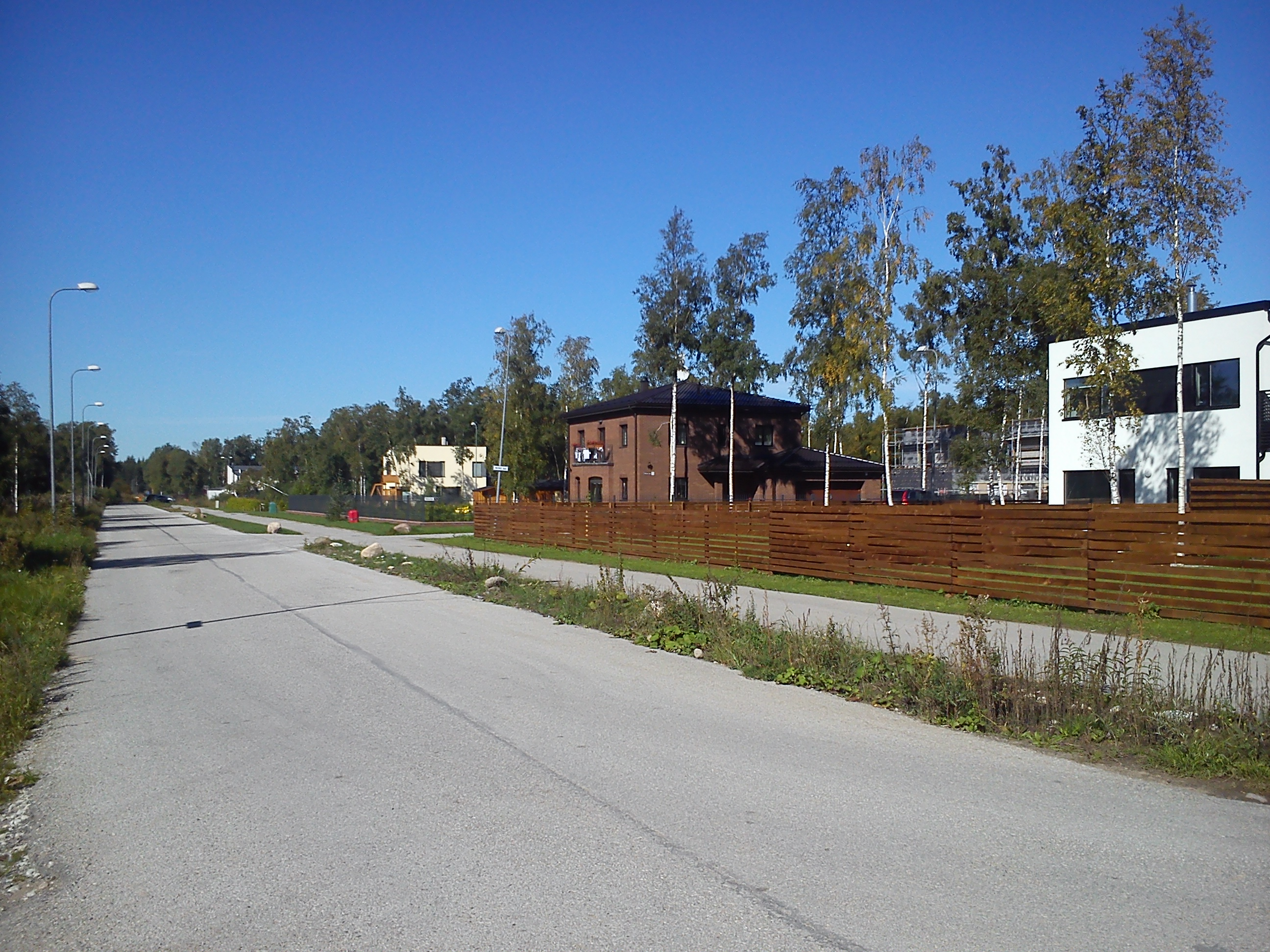
Улица Нийнесааре
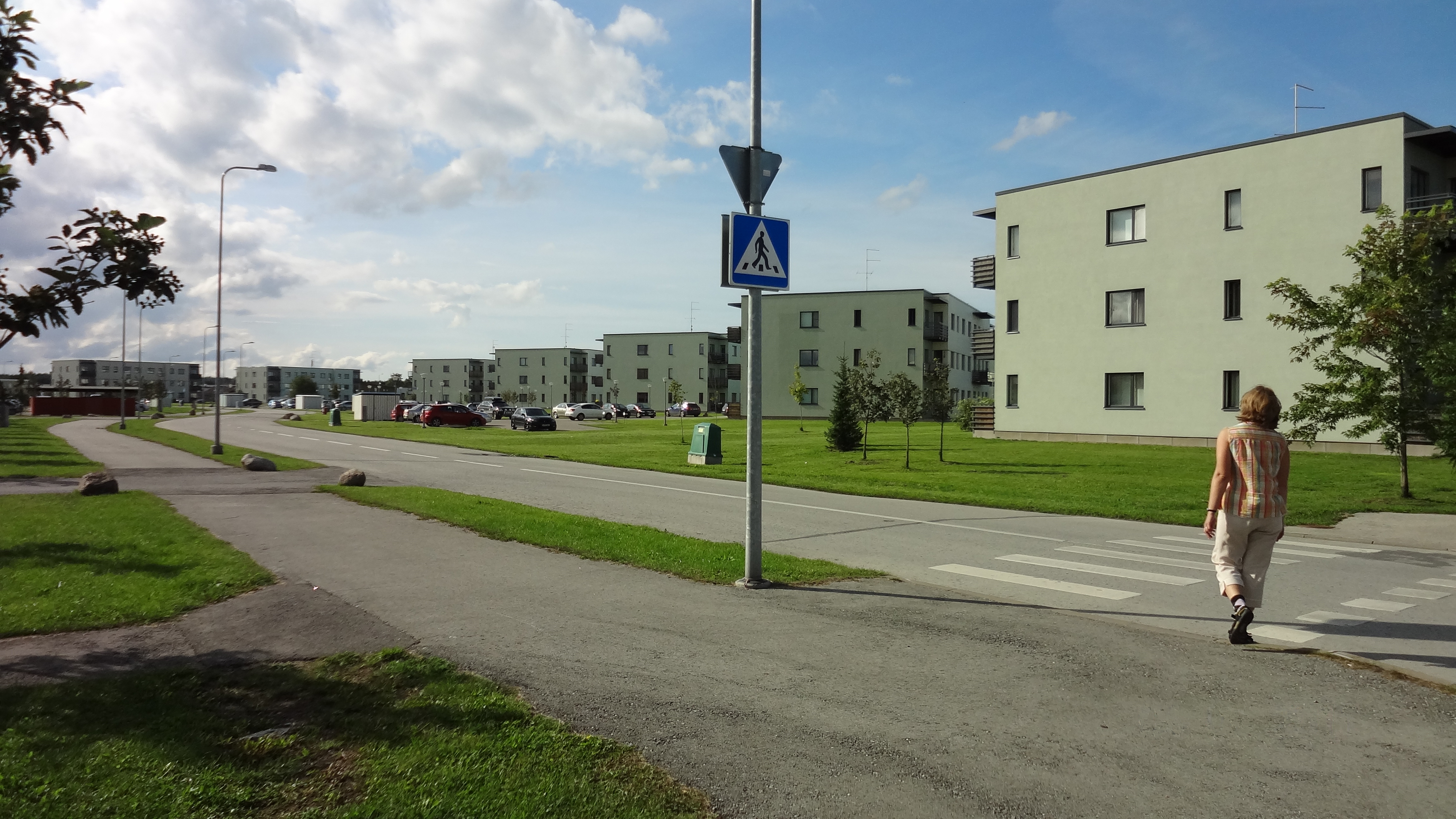
Улица Уусмаа
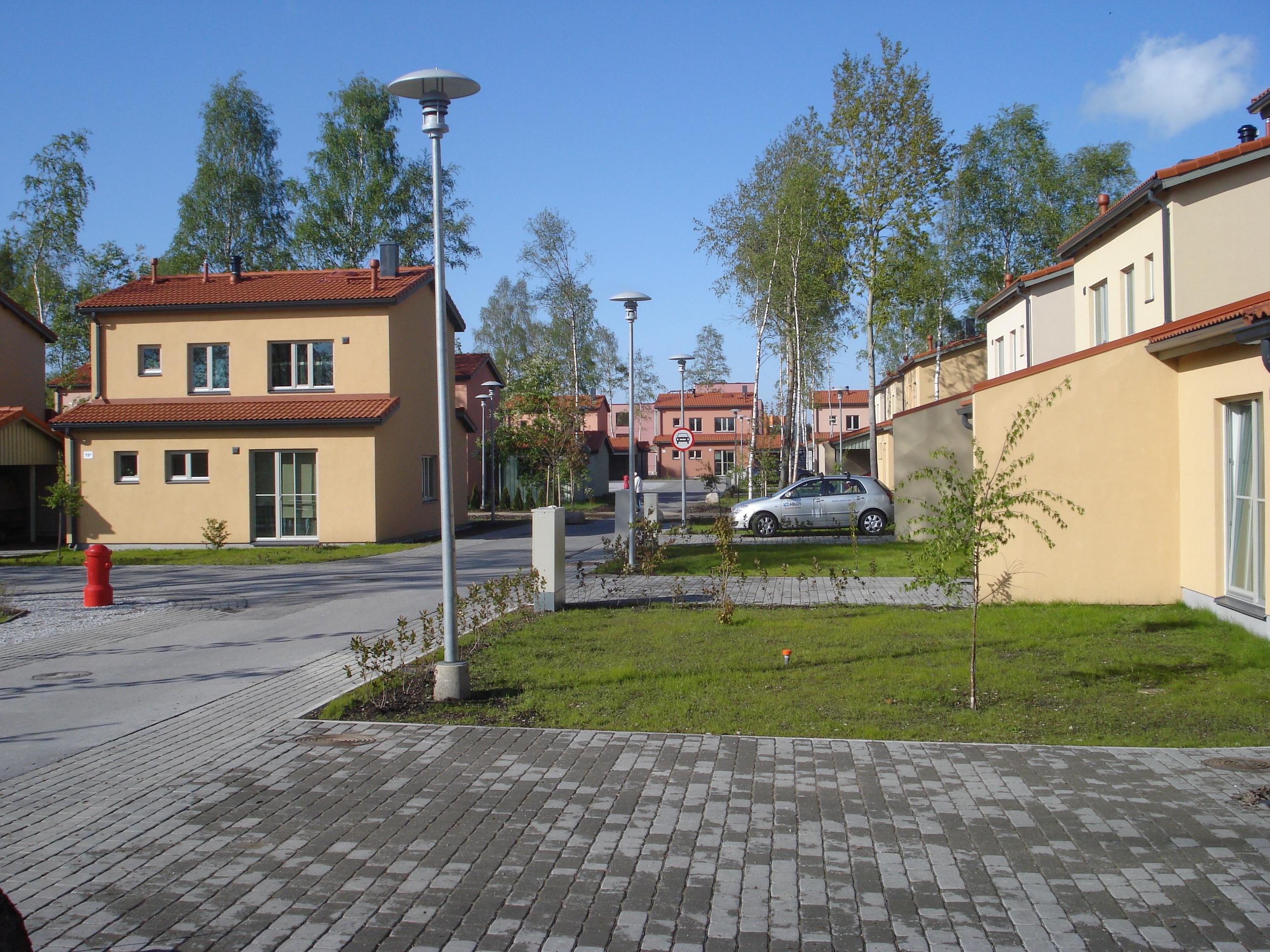
Квартал Роотсикюла
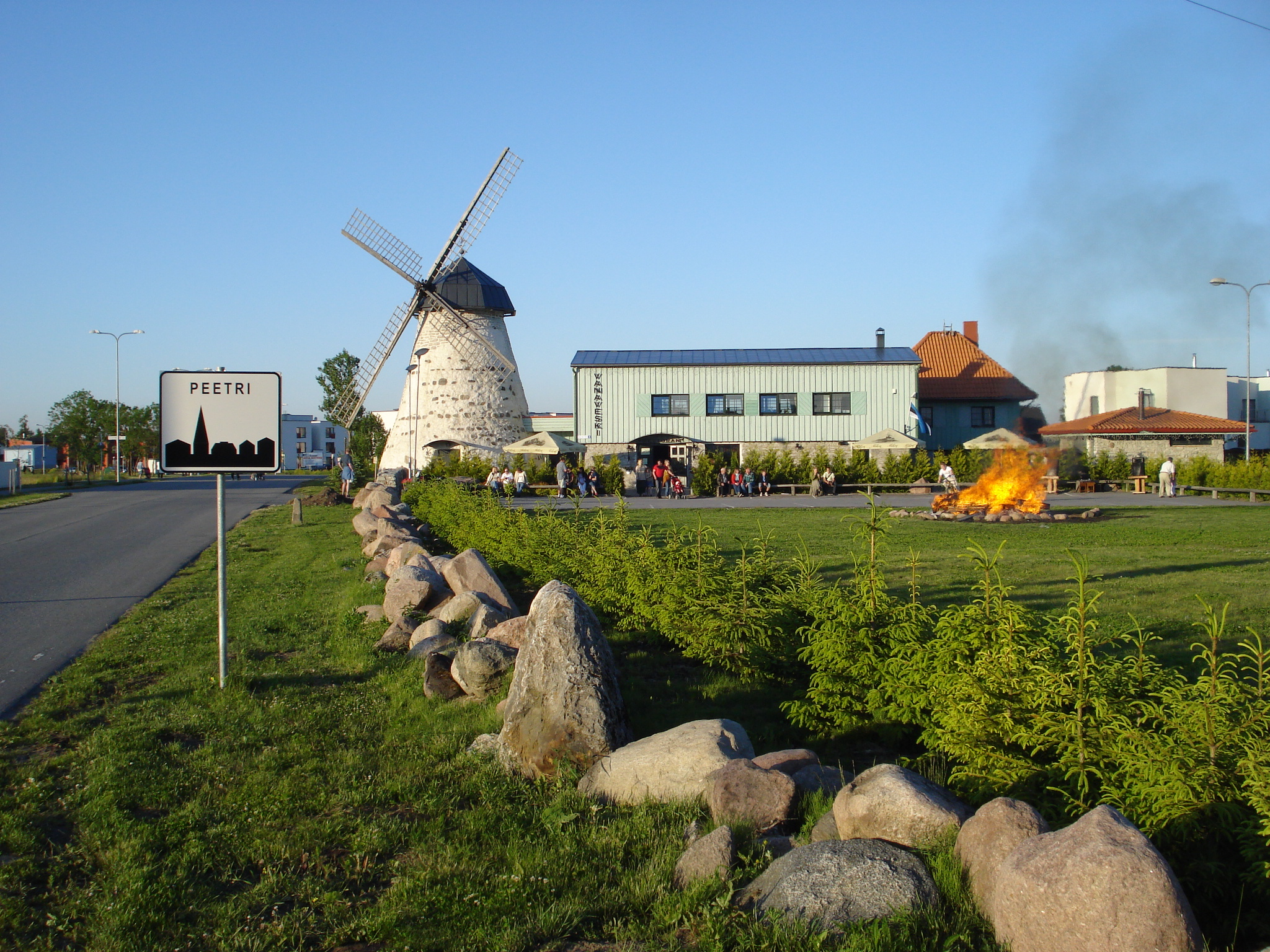
Ресторан Ванавески
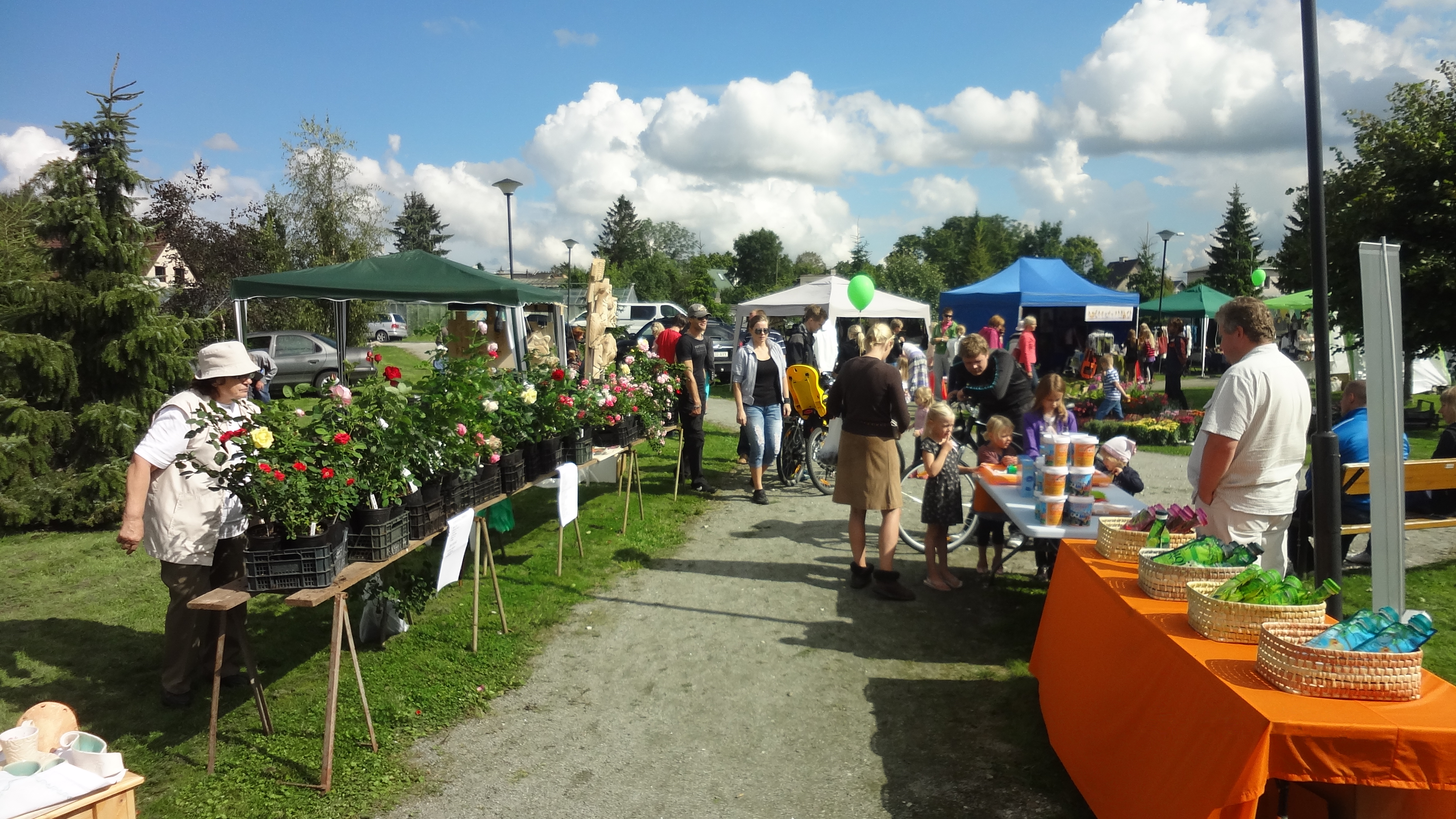
Ярмарка в Пеэтри